# 黄长庆
黄长庆（1957年11月—），男，江苏南京人，中华人民共和国政治人物、外交官。

## 生平
1980年，毕业于北京外国语学院法语系，进入中华人民共和国外交部工作。曾任外交部干部司副司长。2007年8月，出任中华人民共和国驻喀麦隆大使。2010年，任外交部离退休干部局局长。2015年6月，出任中華人民共和國駐盧森堡大使。2020年7月，自驻卢森堡大使离任。